# Tapacul de Boa Nova
El tapacul de Boa Nova (Scytalopus gonzagai) és una espècie d'ocell de la família dels rinocríptids (Rhinocryptidae).

## Hàbitat i distribució
Viu entre la malesa del bosc del sud-est del Brasil.